# Torneig de Wimbledon 2019
El Torneig de Wimbledon 2019, conegut oficialment com a Wimbledon Championships 2019, és una competició de tennis masculina i femenina disputada sobre gespa que pertany a la categoria de Grand Slam. La 133a edició del torneig es va celebrar entre l'1 i el 14 de juliol de 2019 al All England Lawn Tennis and Croquet Club de Londres, Anglaterra.

## Destacats
- El serbi Novak Đoković va reeditar el títol aconseguir en l'edició prèvia derrotant el suís Roger Federer en la final més llarga de la seva història. Aquesta fou la seva cinquena corona a Wimbledon i el setzè títol de Grand Slam del seu palmarès. Federer, que lluitava per esdevenir el tennista més veterà en guanyar un Grand Slam individual, es va quedar a les portes d'aquest títol per quarta ocasió en les dotze finals disputades a Wimbledon. Đoković tenia assegurat el número 1 mundial independentment del resultat final.[1]

- La romanesa Simona Halep va guanyar el segon títol de Grand Slam en la primera final que disputava a Wimbledon i després d'haver completat el torneig sense un sol set. També va esdevenir la primera tennista romanesa, en guanyar a Wimbledon individualment. En la final va derrotar l'estatunidenca Serena Williams, va cedir per quarta ocasió en les onze finals disputades a Wimbledon. Des de la seva maternitat es tornava a quedar a les portes d'un Grand Slam per tercera ocasió i d'igualar la marca de Margaret Court com la tennista amb més títols individuals de Grand Slam.[2]

- La parella masculina formada pels colombians Juan Sebastián Cabal i Robert Farah van guanyar el primer títol de Grand Slam en dobles masculins de la seva carrera alhora que van accedir al número 1 del rànquing de dobles conjuntament per primera vegada. També van esdevenir els primers tennistes colombians en guanyar aquest títol.[3]

- La parella femenina formada per la taiwanesa Hsieh Su-wei i la txeca Barbora Strýcová van guanyar el primer títol de Grand Slam conjuntament, tot i que per Hsieh era el seu tercer títol Grand Slam en dobles femenins. Strýcová, que fou semifinalista en categoria individual, va poder accedir al número 1 del rànquing de dobles per primera vegada en la seva carrera.[4][5]

- La parella mixta formada per la taiwanesa Latisha Chan i el croat Ivan Dodig van guanyar el segon Grand Slam consecutiu i el tercer conjuntament. Per ambdós tennistes era el quart Grand Slam en totes les categories.[6][7]

## Campions/es

### Sèniors
| Categoria          | Campions/es                       | Finalistes                           | Resultat                            |
| ------------------ | --------------------------------- | ------------------------------------ | ----------------------------------- |
| Individual masculí | Novak Đoković                     | Roger Federer                        | 7−6(5), 1−6, 7−6(4), 4−6, 13−12(3)  |
| Individual femení  | Simona Halep                      | Serena Williams                      | 6−2, 6−2                            |
| Dobles masculins   | Juan Sebastián Cabal Robert Farah | Nicolas Mahut Édouard Roger-Vasselin | 6−7(5), 7−6(5), 7−6(6), 6−7(5), 6−3 |
| Dobles femenins    | Hsieh Su-wei Barbora Strýcová     | Gabriela Dabrowski Xu Yifan          | 6−2, 6−4                            |
| Dobles mixts       | Latisha Chan Ivan Dodig           | Jeļena Ostapenko Robert Lindstedt    | 6−2, 6−3                            |

### Júniors
| Categoria          | Campions/es                     | Finalistes                          | Resultat      |
| ------------------ | ------------------------------- | ----------------------------------- | ------------- |
| Individual masculí | Shintaro Mochizuki              | Carlos Gimeno Valero                | 6−3, 6−2      |
| Individual femení  | Daria Snigur                    | Alexa Noel                          | 6−4, 6−4      |
| Dobles masculins   | Jonáš Forejtek Jiří Lehečka     | Liam Draxl Govind Nanda             | 7−5, 6−4      |
| Dobles femenins    | Savannah Broadus Abigail Forbes | Kamilla Bartone Oksana Selekhmeteva | 7−5, 5−7, 6−2 |

## Distribució de punts i premis

### Distribució de punts
| Esdeveniment       | G    | F    | SF  | QF  | Ronda de 16 | Ronda de 32 | Ronda de 64 | Ronda de 128 | Q   | Q3  | Q2  | Q1  |
| Individual masculí | 2000 | 1200 | 720 | 360 | 180         | 90          | 45          | 10           | 25  | 16  | 8   | 0   |
| Dobles masculins   | 2000 | 1200 | 720 | 360 | 180         | 90          | 0           | N/D          | 25  | N/D | N/D | 0   |
| Individual femení  | 2000 | 1300 | 780 | 430 | 240         | 130         | 70          | 10           | 40  | 30  | 20  | 2   |
| Dobles femenins    | 2000 | 1300 | 780 | 430 | 240         | 130         | 10          | N/D          | N/D | N/D | N/D | N/D |

### Distribució de premis
| Esdeveniment | G         | F         | SF      | QF      | Ronda de 16 | Ronda de 32 | Ronda de 64 | Ronda de 128 | Q3     | Q2    | Q1    |
| Individuals  | 2.250.000 | 1.125.000 | 562.000 | 281.000 | 163.000     | 100.000     | 63.000      | 39.000       | 19.500 | 9.750 | 4.875 |
| Dobles       | 450.000   | 225.000   | 112.000 | 56.000  | 29.000      | 17.750      | 11.500      | N/D          | N/D    | N/D   | N/D   |
| Dobles mixts | 110.000   | 55.000    | 27.500  | 13.750  | 6.500       | 3.250       | 1.625       | N/D          | N/D    | N/D   | N/D   |

- Els premis són en lliures esterlines.
- Els premis de dobles són per equip.